# Lijst van voetbalinterlands Irak - Saoedi-Arabië
Deze lijst van voetbalinterlands is een overzicht van alle officiële voetbalwedstrijden tussen de nationale teams van Irak en Saoedi-Arabië. De landen hebben tot op heden 36 keer tegen elkaar gespeeld. De eerste ontmoeting, een kwalificatiewedstrijd voor de Azië Cup 1976, werd gespeeld in Bagdad  op 6 april 1975. Het laatste duel, een groepswedstrijd tijdens de Golf Cup of Nations 2024, vond plaats op 28 december 2024 in Koeweit.

## Wedstrijden
| №  | Plaats     | Datum            | Competitie                  | Wedstrijd            | Uitslag |
| -- | ---------- | ---------------- | --------------------------- | -------------------- | ------- |
| 1  | Bagdad     | 6 april 1975     | Azië Cup 1976 kwalificatie  | Irak − Saoedi-Arabië | 1 − 1   |
| 2  | Bagdad     | 12 april 1975    | Azië Cup 1976 kwalificatie  | Irak − Saoedi-Arabië | 2 − 1   |
| 3  | Doha       | 1 april 1976     | Golf Cup of Nations 1976    | Irak − Saoedi-Arabië | 7 − 1   |
| 4  | Bangkok    | 9 december 1978  | Aziatische Spelen 1978      | Irak − Saoedi-Arabië | 1 − 1   |
| 5  | Bagdad     | 8 april 1979     | Golf Cup of Nations 1979    | Irak − Saoedi-Arabië | 2 − 0   |
| 6  | Riyad      | 21 maart 1981    | WK 1982 kwalificatie        | Irak − Saoedi-Arabië | 0 − 1   |
| 7  | Abu Dhabi  | 24 maart 1982    | Golf Cup of Nations 1982    | Irak − Saoedi-Arabië | 1 − 1   |
| 8  | New Delhi  | 1 december 1982  | Aziatische Spelen 1982      | Irak − Saoedi-Arabië | 1 − 0   |
| 9  | Muscat     | 17 maart 1984    | Golf Cup of Nations 1984    | Saoedi-Arabië − Irak | 0 − 4   |
| 10 | Taif       | 10 juli 1985     | Arab Nations Cup 1985       | Saoedi-Arabië − Irak | 2 − 3   |
| 11 | Casablanca | 14 augustus 1985 | Pan-Arabische Spelen 1985   | Saoedi-Arabië − Irak | 1 − 2   |
| 12 | Riffa      | 30 maart 1986    | Golf Cup of Nations 1986    | Irak − Saoedi-Arabië | 1 − 2   |
| 13 | Seoel      | 1 oktober 1986   | Aziatische Spelen 1986      | Irak − Saoedi-Arabië | 1 − 1   |
| 14 | Riyad      | 16 maart 1988    | Golf Cup of Nations 1988    | Saoedi-Arabië − Irak | 0 − 2   |
| 15 | Doha       | 24 oktober 1993  | WK 1994 kwalificatie        | Irak − Saoedi-Arabië | 1 − 1   |
| 16 | Dubai      | 8 december 1996  | Azië Cup 1996               | Saoedi-Arabië − Irak | 1 − 0   |
| 17 | Riffa      | 31 augustus 2001 | WK 2002 kwalificatie        | Saoedi-Arabië − Irak | 1 − 0   |
| 18 | Amman      | 5 oktober 2001   | WK 2002 kwalificatie        | Irak − Saoedi-Arabië | 1 − 2   |
| 19 | Chengdu    | 26 juli 2004     | Azië Cup 2004               | Saoedi-Arabië − Irak | 1 − 2   |
| 20 | Ar Rayyan  | 5 december 2005  | West-Aziatische Spelen 2005 | Saoedi-Arabië − Irak | 1 − 5   |
| 21 | Doha       | 8 december 2005  | West-Aziatische Spelen 2005 | Irak − Saoedi-Arabië | 2 − 0   |
| 22 | Jeddah     | 15 maart 2006    | Vriendschappelijk           | Saoedi-Arabië − Irak | 2 − 2   |
| 23 | Abu Dhabi  | 24 januari 2007  | Golf Cup of Nations 2007    | Saoedi-Arabië − Irak | 1 − 0   |
| 24 | Jakarta    | 29 juli 2007     | Azië Cup 2007               | Irak − Saoedi-Arabië | 1 − 0   |
| 25 | Riyad      | 22 maart 2009    | Vriendschappelijk           | Saoedi-Arabië − Irak | 0 − 0   |
| 26 | Dammam     | 28 december 2010 | Vriendschappelijk           | Saoedi-Arabië − Irak | 0 − 1   |
| 27 | Jeddah     | 5 juli 2012      | Arab Nations Cup 2012       | Saoedi-Arabië − Irak | 0 − 1   |
| 28 | Isa        | 6 januari 2013   | Golf Cup of Nations 2013    | Saoedi-Arabië − Irak | 0 − 2   |
| 29 | Amman      | 15 oktober 2013  | Azië Cup 2015 kwalificatie  | Irak − Saoedi-Arabië | 0 − 2   |
| 30 | Dammam     | 15 november 2013 | Azië Cup 2015 kwalificatie  | Saoedi-Arabië − Irak | 2 − 1   |
| 31 | Shah Alam  | 6 september 2016 | WK 2018 kwalificatie        | Irak − Saoedi-Arabië | 1 − 2   |
| 32 | Jeddah     | 28 maart 2017    | WK 2018 kwalificatie        | Saoedi-Arabië − Irak | 1 − 0   |
| 33 | Basra      | 28 februari 2018 | Vriendschappelijk           | Irak − Saoedi-Arabië | 4 − 1   |
| 34 | Riyad      | 15 oktober 2018  | Vriendschappelijk           | Saoedi-Arabië − Irak | 1 − 1   |
| 35 | Basra      | 9 januari 2023   | Golf Cup of Nations 2023    | Saoedi-Arabië − Irak | 0 − 2   |
| 36 | Koeweit    | 28 december 2024 | Golf Cup of Nations 2024    | Irak − Saoedi-Arabië | 1 − 3   |
| 37 | Jeddah     | 14 oktober 2025  | WK 2026 kwalificatie        | Saoedi-Arabië − Irak |         |

## Samenvatting
| Competitie             | Totaal gespeeld | Winst Irak | Gelijk | Winst Saoedi-Arabië | Doelsaldo Irak – Saoedi-Arabië |
| ---------------------- | --------------- | ---------- | ------ | ------------------- | ------------------------------ |
| WK-kwalificatie        | 6               | 0          | 1      | 5                   | 3 − 8                          |
| Azië Cup               | 3               | 2          | 0      | 1                   | 3 − 2                          |
| Azië Cup-kwalificatie  | 4               | 1          | 1      | 2                   | 4 − 6                          |
| Golf Cup of Nations    | 10              | 6          | 1      | 3                   | 22 − 8                         |
| Arab Nations Cup       | 2               | 2          | 0      | 0                   | 4 − 2                          |
| Aziatische Spelen      | 3               | 1          | 2      | 0                   | 3 − 2                          |
| West-Aziatische Spelen | 2               | 2          | 0      | 0                   | 7 − 1                          |
| Pan-Arabische Spelen   | 1               | 1          | 0      | 0                   | 2 − 1                          |
| Vriendschappelijk      | 5               | 2          | 3      | 0                   | 8 − 4                          |
| Totaal                 | 36              | 17         | 8      | 11                  | 56 − 34                        |

IFA · A-internationals · Statistieken · Iraaks vrouwenelftal · Irak U21 · Irak U20 · Irak U19 · Irak U18 · Irak U17
1950 – 1969 ·
1970 – 1979 ·
1980 – 1989 ·
1990 – 1999 ·
2000 – 2009 ·
2010 – 2019 ·
2020 − 2029
Afghanistan ·
Algerije ·
Argentinië ·
Australië ·
Azerbeidzjan ·
Bahrein ·
België ·
Bolivia ·
Botswana ·
Brazilië ·
Cambodja ·
Chili ·
China ·
Colombia ·
Congo-Kinshasa ·
Cyprus ·
DDR ·
Ecuador ·
Egypte ·
Estland ·
Filipijnen ·
Finland ·
Ghana ·
Guinee ·
Hongkong ·
India ·
Indonesië ·
Iran ·
Japan ·
Jemen ·
Jordanië ·
Kazachstan ·
Kenia ·
Kirgizië ·
Koeweit ·
Libanon ·
Liberia ·
Libië ·
Macau ·
Maleisië ·
Marokko ·
Mauritanië ·
Mexico ·
Myanmar ·
Nepal ·
Nieuw-Zeeland ·
Noord-Korea ·
Oeganda ·
Oezbekistan ·
Oman ·
Pakistan ·
Palestina ·
Paraguay ·
Peru ·
Polen ·
Qatar ·
Roemenië ·
Rusland ·
Saoedi-Arabië · 
Sierra Leone · 
Singapore ·
Soedan ·
Spanje · 
Sri Lanka ·
Syrië · 
Tadzjikistan · 
Taiwan · 
Thailand · 
Trinidad en Tobago ·
Tunesië ·
Turkije ·
Turkmenistan ·
Uruguay ·
Verenigde Arabische Emiraten ·
Vietnam ·
Zambia ·
Zuid-Afrika ·
Zuid-Jemen ·
Zuid-Korea
SAFF · A-internationals · Selecties · Bondscoaches · Statistieken · Saoedi-Arabisch vrouwenelftal · Saoedi-Arabië U21 · Saoedi-Arabië U20 · Saoedi-Arabië U19 · Saoedi-Arabië U18 · Saoedi-Arabië U17
1950 – 1959 · 
1960 – 1969 · 
1970 – 1979 · 
1980 – 1989 · 
1990 – 1999 · 
2000 – 2009 · 
2010 – 2019 ·
2020 − 2029
WK 1994 · 
WK 1998 · 
WK 2002 · 
WK 2006 · 
WK 2018
OS 1984 · 
OS 1996 · 
OS 2020
1957 · 
1958 · 1959 · 1960 · 
1961 · 
1962 · 
1963 · 
1964 · 1965 · 1966 · 
1967 · 
1968 · 
1969 · 
1970 · 
1971 · 
1972 · 
1973 · 
1974 · 
1975 · 
1976 · 
1977 · 
1978 · 
1979 · 
1980 · 
1981 · 
1982 · 
1983 · 
1984 · 
1985 · 
1986 · 
1987 · 
1988 · 
1989 · 
1990 · 
1991 · 
1992 · 
1993 · 
1994 · 
1995 · 
1996 · 
1997 · 
1998 · 
1999 · 
2000 · 
2001 · 
2002 · 
2003 · 
2004 · 
2005 · 
2006 · 
2007 · 
2008 · 
2009 · 
2010 · 
2011 · 
2012 · 
2013 ·
2014 ·
2015 ·
2016 ·
2017 ·
2018 ·
2019 ·
2020 ·
2021 ·
2022 ·
2023
Afghanistan · 
Albanië ·
Algerije · 
Angola · 
Argentinië · 
Australië · 
Azerbeidzjan · 
Bahrein · 
Bangladesh · 
België · 
Bhutan · 
Bolivia · 
Brazilië · 
Bulgarije · 
Cambodja ·
Canada · 
Chili · 
China · 
Colombia ·
Congo-Brazzaville · 
Congo-Kinshasa · 
Costa Rica · 
Cyprus · 
Denemarken · 
Duitsland · 
Ecuador ·
Egypte · 
Engeland · 
Equatoriaal-Guinea ·
Estland · 
Finland · 
Frankrijk · 
Gabon · 
Gambia ·
Georgië · 
Ghana · 
Griekenland ·
Haïti · 
Honduras · 
Hongarije · 
Hongkong · 
Ierland · 
IJsland · 
India · 
Indonesië · 
Irak · 
Iran · 
Italië ·
Jamaica · 
Japan · 
Jemen · 
Jordanië · 
Kameroen · 
Kazachstan · 
Kirgizië · 
Koeweit · 
Kroatië ·
Laos ·
Letland ·
Libanon · 
Libië · 
Liechtenstein · 
Litouwen ·
Luxemburg · 
Macau ·  
Maleisië · 
Mali · 
Marokko · 
Mauritanië · 
Mexico · 
Moldavië ·
Mongolië · 
Namibië · 
Nederland · 
Nepal · 
Nieuw-Zeeland · 
Nigeria · 
Noord-Korea ·
Noord-Macedonië ·
Noorwegen ·
Oeganda · 
Oekraïne · 
Oezbekistan · 
Oman · 
Oost-Timor ·
Pakistan ·
Palestina · 
Panama ·
Paraguay · 
Peru ·
Polen · 
Portugal · 
Qatar · 
Rusland · 
Schotland · 
Senegal · 
Singapore · 
Slovenië · 
Slowakije · 
Soedan · 
Spanje · 
Sri Lanka · 
Syrië · 
Tadzjikistan · 
Taiwan · 
Tanzania · 
Thailand · 
Togo · 
Trinidad en Tobago · 
Tsjechië · 
Tunesië · 
Turkije · 
Turkmenistan · 
Uruguay · 
Venezuela · 
Verenigde Arabische Emiraten · 
Verenigde Staten · 
Vietnam · 
Wales · 
Wit-Rusland · 
Zambia ·
Zimbabwe ·
Zuid-Afrika · 
Zuid-Jemen · 
Zuid-Korea · 
Zweden
Argentinië (1992) · 
Argentinië (2022) · 
Egypte (2018) · 
Oekraïne (2006) · 
Rusland (2018) ·
Spanje (2006) ·
Tunesië (2006) ·
Uruguay (2018)